# Ousseini Badamassi
Ousseini Soumaila Badamassi (ur. 21 kwietnia 1997 w Niamey) – nigerski piłkarz grający na pozycji środkowego pomocnika. Od 2022 jest zawodnikiem klubu AS Douanes Niamey.

## Kariera klubowa
Swoją piłkarską karierę Badamassi rozpoczął w klubie AS SONIDEP. W sezonie 2015/2016 zadebiutował w jego barwach w pierwszej lidze nigerskiej. Grał w nim do 2020 roku. Wywalczył z nim dwa mistrzostwa Nigru w sezonach 2017/2018 i 2018/2019 oraz Puchar Nigru w 2019 roku. W latach 2020–2022 występował w AS GNN. W 2022 przeszedł do AS Douanes Niamey.

## Kariera reprezentacyjna
W reprezentacji Nigru Badamassi zadebiutował 17 stycznia 2021 w zremisowanym 0:0 meczu Mistrzostw Narodów Afryki 2020 z Libią, rozegranym w Duali.